# Absolut musicXL

Ehemaliges Logo des Programms Absolut Radio bis Februar 2019

Absolut musicXL ist ein privater Hörfunksender, der Absolut Digital GmbH & Co. KG und wird derzeit online ausgestrahlt. Bis Februar 2019 hieß der Sender Absolut Radio. Zu seinem Sendestart am 1. August 2011 wurde er über DAB+ sowie online ausgestrahlt. Er war Bestandteil des 1. deutschen Bundesmux via DAB+ und damit bundesweit digital terrestrisch zu empfangen. Seit dem 6. September 2013 wurde das Programm Absolut Radio ausschließlich via Internet ausgestrahlt, den Platz im bundesweiten DAB-Ensemble übernahm der Schwestersender Absolut relax. Im Februar 2019 erfolgte schließlich die Umbenennung in Absolut musicXL. Er ist ein Schwestersender von Absolut relax, Absolut HOT und Absolut TOP. Es ist geplant den Sender erneut via DAB+ auszustrahlen. Eine Rückkehr des albumorientierten Senders über DAB+ im zweiten Bundesmux von Antenne Deutschland scheint aktuell eher unwahrscheinlich. Als Grund werden von Anbieterseite schlechte Vermarktungschancen für das Programm genannt.

## Geschichte
Das Programm des Senders Absolut Radio wird seit dem 1. August 2011 ausgestrahlt. Der Sender hat seinen Sitz im Funkhaus Regensburg, wo auch Gong FM, Radio Charivari Regensburg und Radio Galaxy ihr Programm produzieren. Seit Februar 2019 nennt sich das Programm Absolut Radio Absolut musicXL.

## Programm
Das Programm von Absolut musicXL richtet sich an eine breitgefächerte Zielgruppe von Anfang 20 bis zur Generation der „Best Ager“. Das albumorientierte Musikformat (AOM) von Absolut Radio geht in Richtung Album-oriented Rock (AOR), der vor allem in den Vereinigten Staaten mit Erfolg läuft. Dadurch will Absolut musicXL eine Alternative zu den gängigen Formaten AC- und CHR-Hitmusik bieten.

### Musik
Absolut musicXL spielt nicht nur bekannte Interpreten und ihre weniger bekannten Titel, sondern auch neue nationale und internationale Interpreten, die relativ unbekannt sind und sonst nicht im Radio laufen. Absolut musicXL steht für Musik aus über fünf Jahrzehnten und beschränkt sich weder auf Single-Auskopplungen noch auf einen bestimmten Bekanntheitsgrad eines Interpreten.

## Internetaktivitäten
Absolut musicXL bietet auf seiner Website zusätzliche Dienste und Titelinformationen, einen Livestream des Programms und mehrere themenbezogene Blogs an.